# Salomon August Andrée
Salomon August Andrée (n. 18 octombrie 1854, Gränna – d. octombrie 1897, insula Kvitøya, Svalbard, Norvegia) a fost un inginer și explorator polar suedez.
Andrée a studiat la școala tehnică în Stockholm pe care o promovat-o în 1874 ca inginer. În 1880 lucrează ca asistent și devine membru al expediției polare suedeze (1882-1883). În anul următor este numit ca inginer șef al serviciului de patentare al inovațiilor. În timpul expediției lui Nils Ekholm, el se ocupa cu studiul electricității aerului, iar ulterior cu studiul conductorilor termici. Între anii 1891 - 1894 era activ în partidul liberal sudez. El devine cunoscut în presa internațională, prin accidentul mortal suferit cu un aerostat cu hidrogen, cu care căuta să ajungă la polul nord. Știrea morții lui a sosit adusă de un porumbel de poștă. Cadavrul inginerului a fost găsit abia în anul 1930 pe insula Kvitøya, el a fost dus în Suedia și acolo a fost incinerat. Prin găsirea jurnalului său de călătorie și developarea filmelor făcute de însoțitorul său Nils Strindberg, s-a reușit reconstituirea mersului expediției și publicarea ei în presă. În prezent este controversată persoana inginerului, de unii experți fiind criticată.